# Karty łacińskie
Łacińskie karty do gry – określenie na każdą talię, która zawiera 40, 48 lub 52 karty o kolorach: 

Miecz
Kielich
Maczuga
Moneta

i figurach 

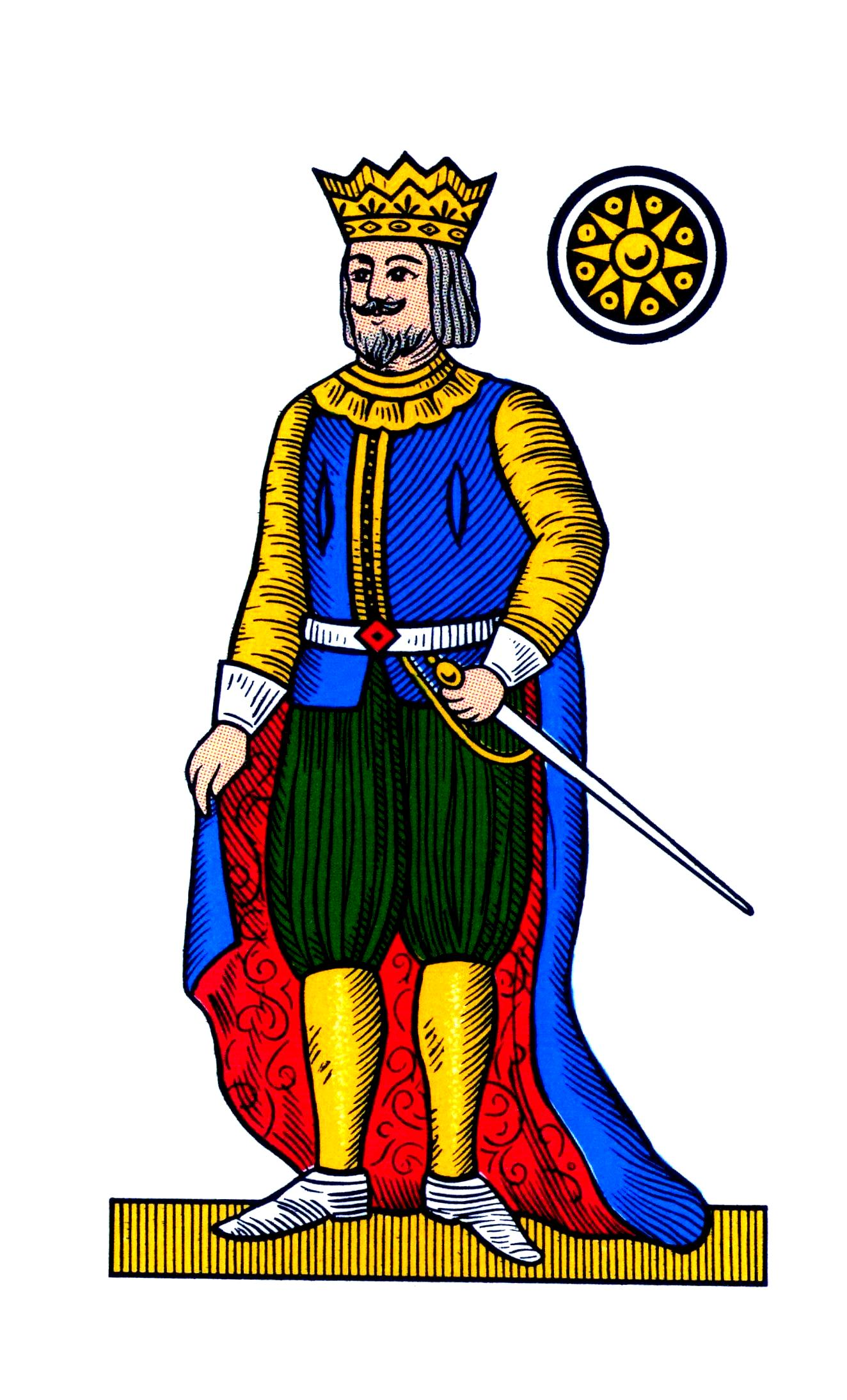
Król
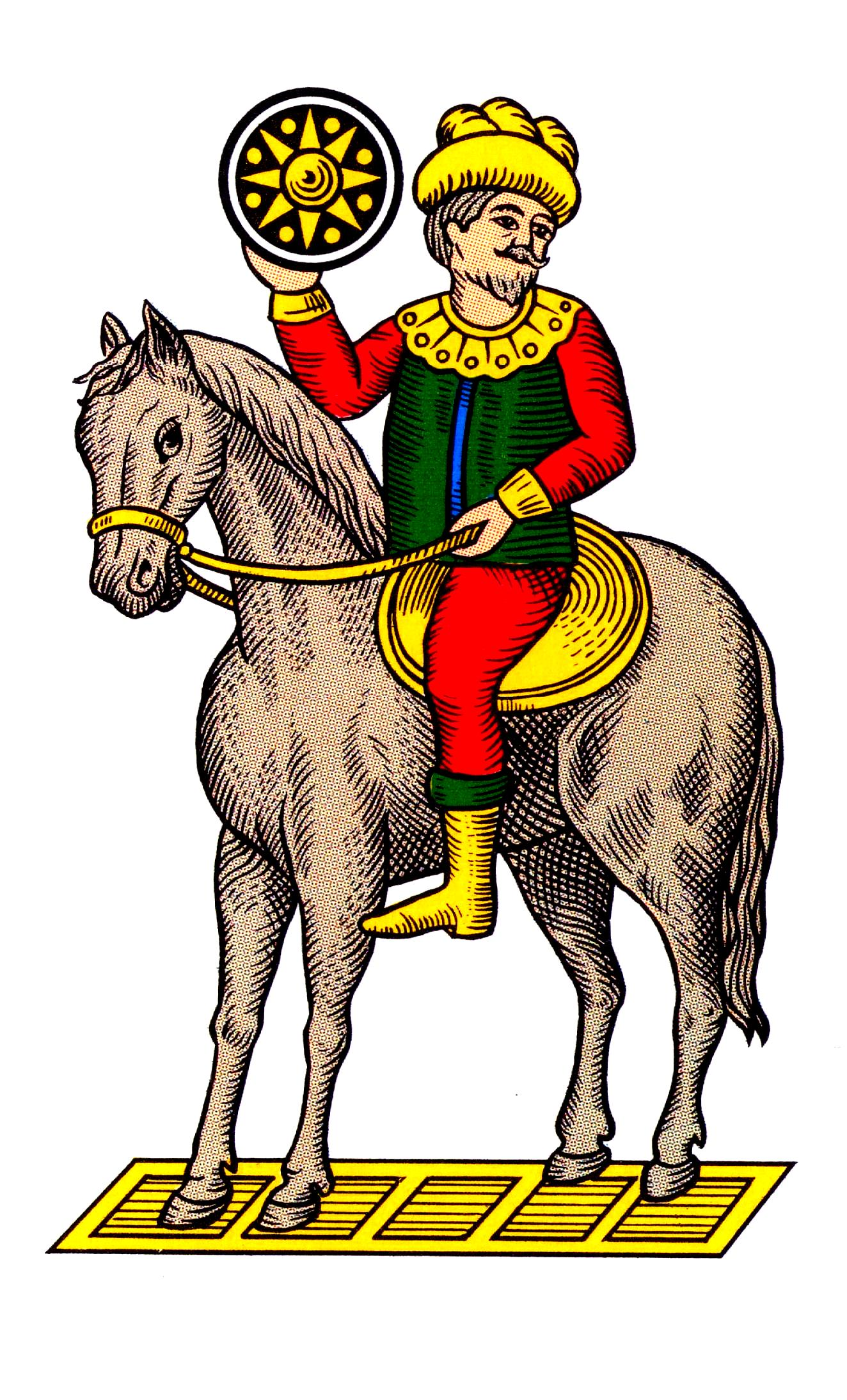
Jeździec
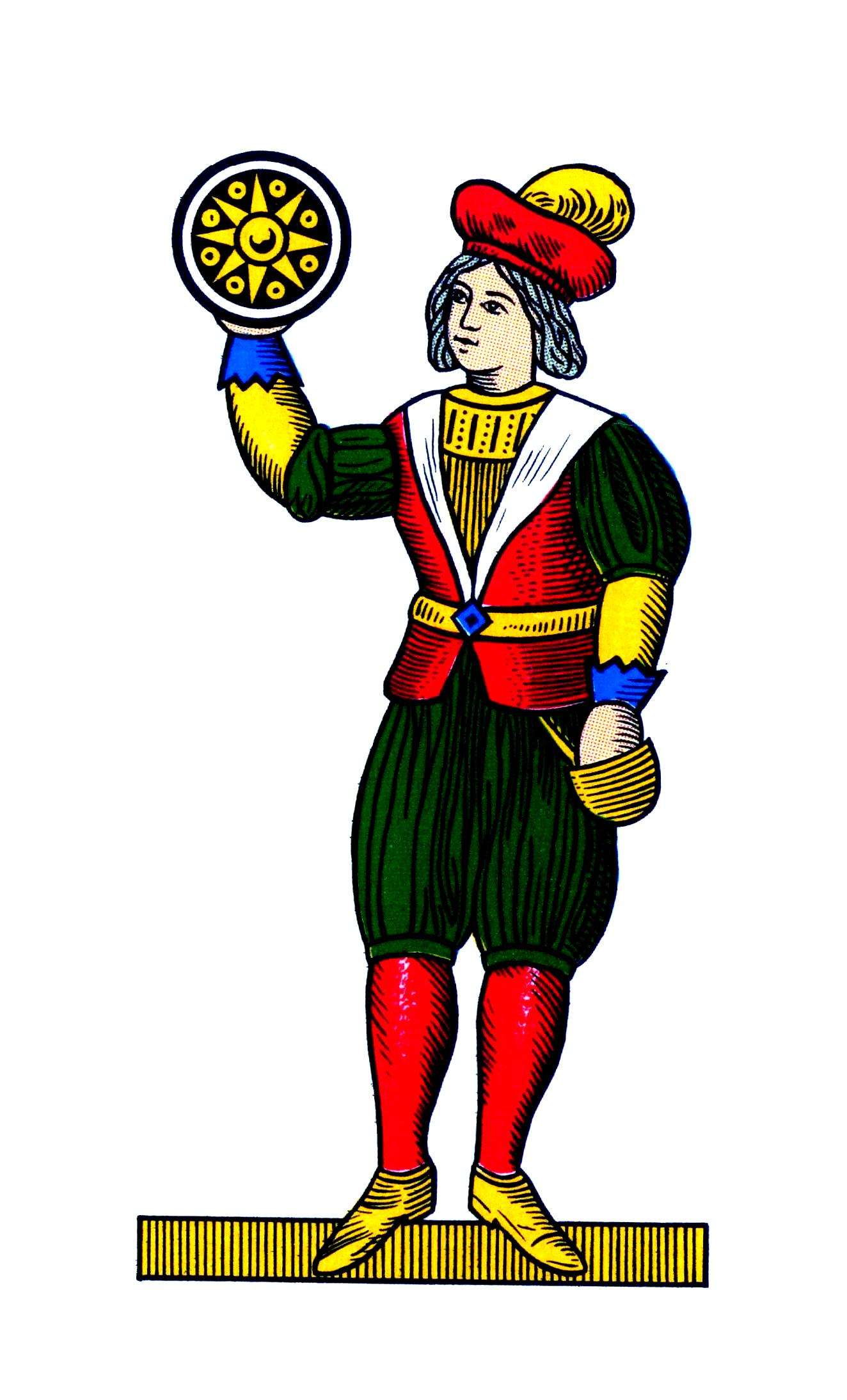
Walet
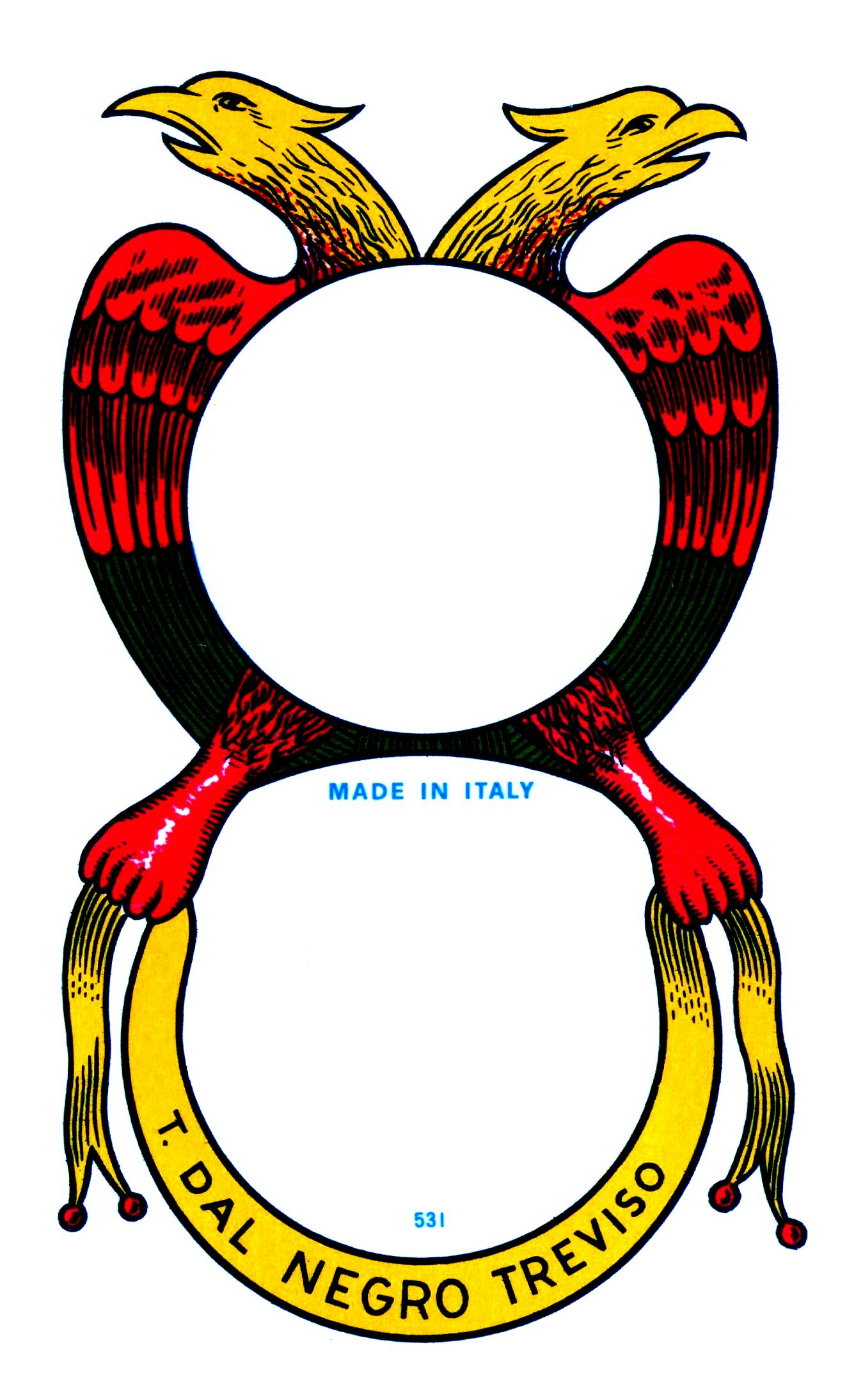
Do figur można zaliczyć też Jedynkę nazywaną wówczas as lub smok.
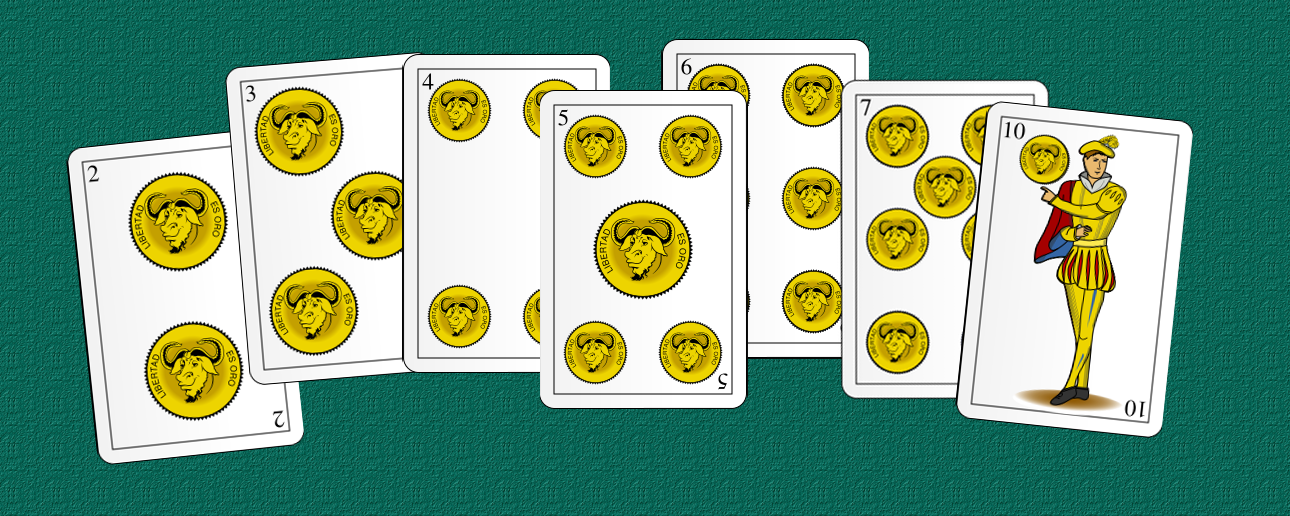
Oprócz figur występuje od siedmiu do dziesięciu blotek.

## Podtypy
Typ łaciński można podzielić na kilka podtypów: 

### Podtyp północnowłoski
- Pierwotna forma kart łacińskich.

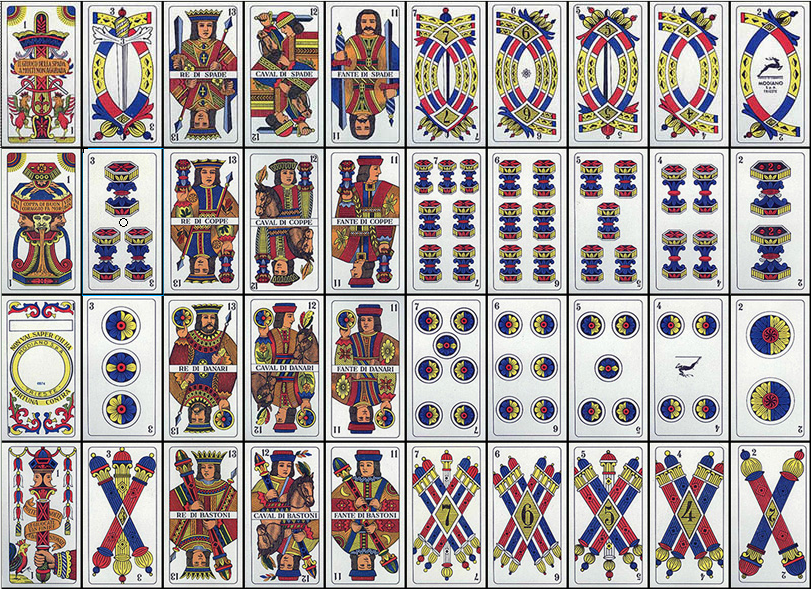
Wzór Triestu

- Północny miecz przypomina kształtem szablę (albo bułat co jest bardziej prawdopodobne).
- Północne monety wyglądem przypominają bardziej czarne talerze z kwiatkiem pośrodku lub geometrycznym kształtem.
- Północna maczuga wygląda jak berło bez ozdobników u góry i dołu.
- Kielich przypomina głowicę kolumny.

Miecz
Kielich
Maczuga
Moneta

- As Mieczy - Miecz w tej karcie jest prosty i trzymany w ręce. Pojawia się korona i kwiaty.
- As Monet - Moneta w tej karcie ma postać niezamalowanego kółka (jest to miejsce na pieczątkę akcyzy), a wszelkie ozdobniki znajdują się na zewnątrz monety.
- As Maczug - Maczuga ma postać berła zwieńczono gałką lub podwójną twarzą. Jest trzymany. Przed berłem znajduje się wstęga. Niekiedy po lewej stronie znajduje się kogucik.
- As Kielichów - Kielichy ma postać fontanny z twarzami a jeżeli nie to jest to po prostu głowica kolumny Amorkiem.
- Blotki nieparzyste miecza - Są ułożone w kształt rosyjskiej litery Φ Miecze "do pary" tworzą okrąg, a miecz "bez pary" leży pośrodku.
- Blotki parzyste miecza - Są ułożone w kształt litery O.
- Blotki nieparzyste monet - Monety na Siódemce, piątce i trójce są ułożone w ten sam sposób jak w kartach typu francuskiego.
- Blotki parzyste monet - Każda moneta jest ułożona w taki sam sposób jak na francuskich kartach.
- Blotki nieparzyste maczug - Są ułożone w kształt rosyjskiej litery Ж, Maczugi "z parą" tworzą literę X, a maczuga "bez pary" leży pośrodku.
- Blotki parzyste maczug - Są ułożone w kształt litery X.
- Blotki nieparzyste kielichów - W siódemce kielichy są ułożone w następujący sposób:dwa u góry, dwa pośrodku, trzy u dołu ("pary" są większe od "trójki". W piątce są ułożone tak samo jak w kartach francuskich. W trójce jeden kielich leży u góry, a dwa na dole ("samotnik" jest większy od "pary").
- Blotki parzyste pucharów - Na każdej karcie puchary są ułożone w podobny sposób jak we francuskich.
- Rysunki są skromne i proste. Składają się głównie z pięciu kolorów: biały, czarny, czerwony, niebieski i żółty

#### Wzory w podtypie północnowłoskim
- Wzór z Bergamo
- Wzór Boloński
- Tarot Boloński
- Wzór z Brescia
- Tarot Jowisza i Junony
- Tarot Marsylski
- Tarot Piemoncki
- Talia Trapolla
- Wzór z Trentu
- Wzór z Triestu
- Wzór wenecki

### Podtyp południowowłoski, hiszpański i Rdzennych Amerykanów
- Miecz wygląda jak miecz.

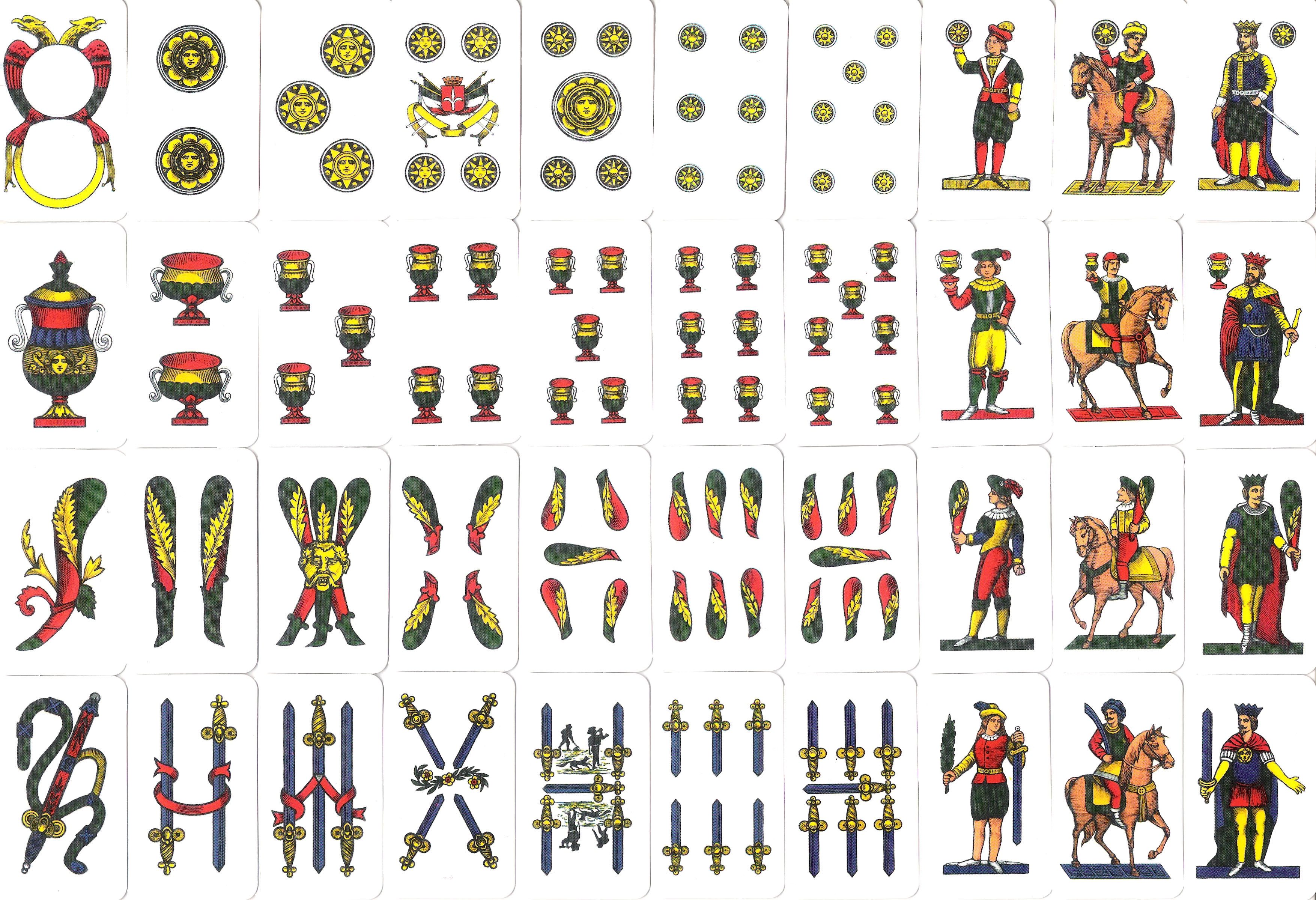
Wzór Neapolitański

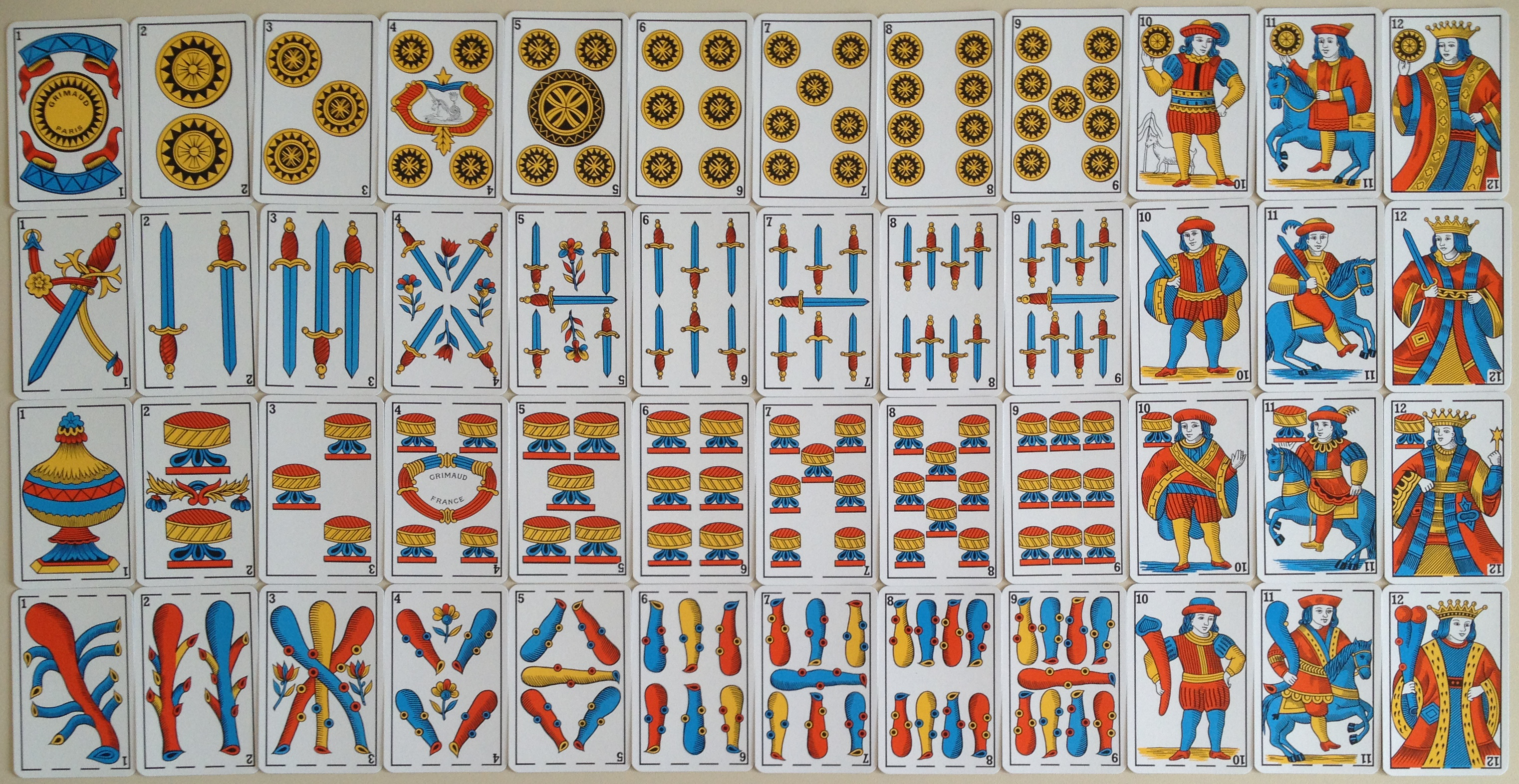
Wzór Starokatalyjski

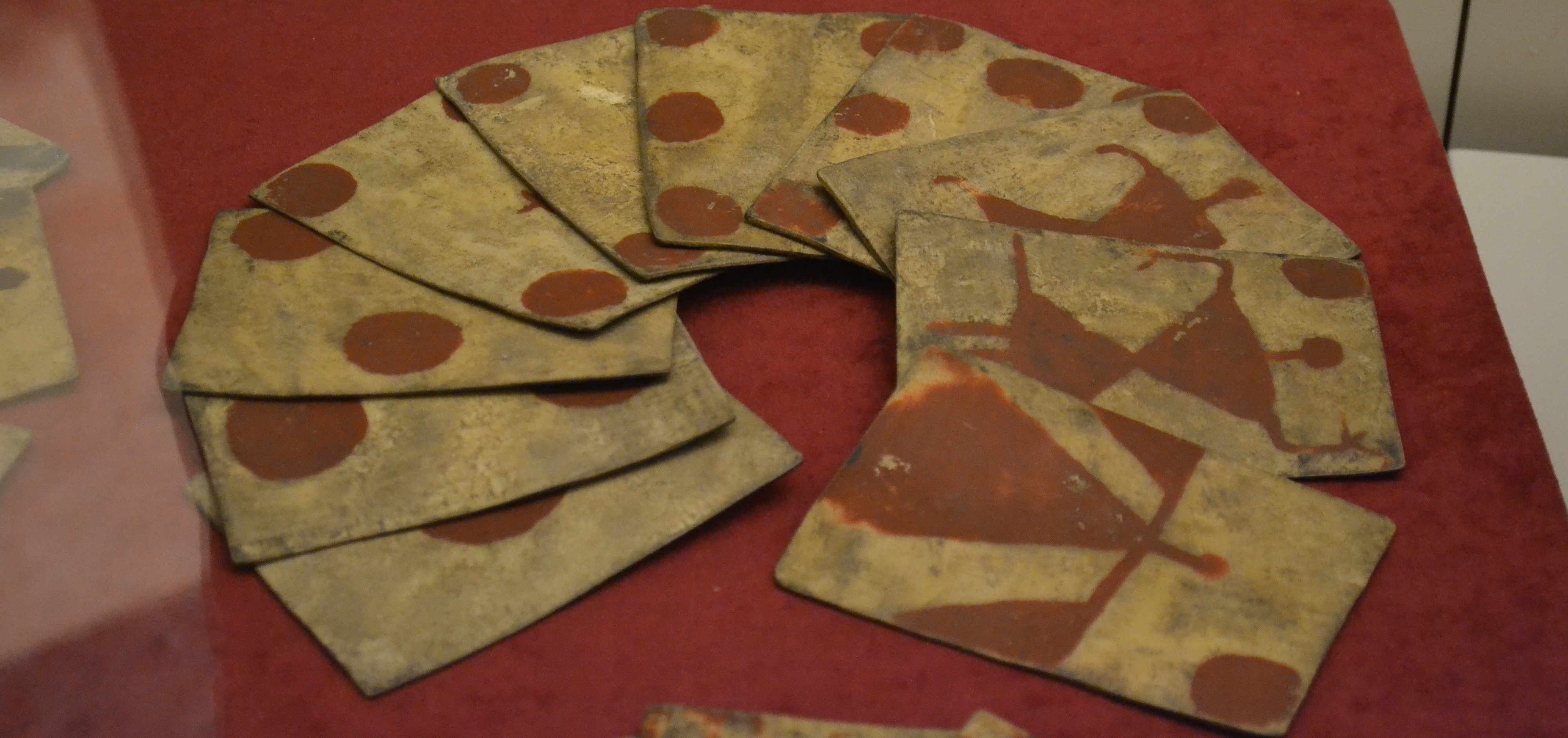
Karty Rdzennych Amerykanów - Monety

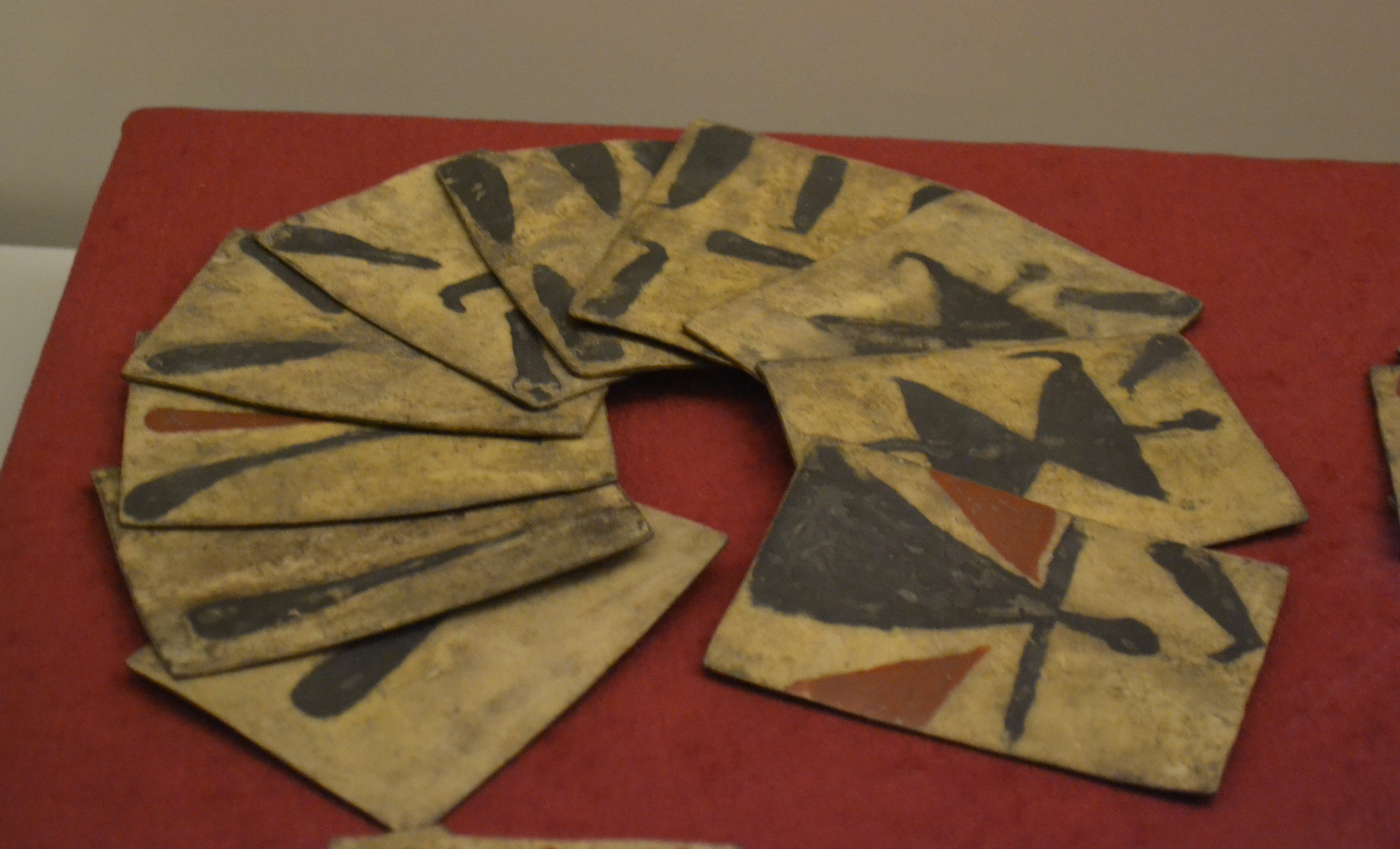
Karty Rdzennych Amerykanów - Maczugi

- Monety wyglądają jak monety albo jak słońca lub medale.
- Buława (w południowych Włoszech i w Hiszpanii) wygląda jak maczuga i jest drewniana.
- Buława (u Rdzennych Amerykanów) wygląda jak kaktus
- Puchar (w południowych Włoszech i w Hiszpanii) jest wykony ze złota i ma nóżkę.
- Puchar (u Rdzennych Amerykanów) to dwa połączone trójkąty

Miecz
Kielich
Maczuga
Moneta

- As Miecza - Miecz w tej karcie przypomina szablę włożoną w futerał a jeżeli nie to jest trzymany przez aniołka lub małe dziecko.
- As Monet (w południowych Włoszech) – Moneta w tej karcie ma postać orła który ma na piersi "kółko" (jest to miejsce na pieczątkę akcyzy), orzeł jest zazwyczaj jednogłowy (jedynym wzorem w którym nie ma orła jest wzór rzymski).
- As Monet (w Hiszpanii) – Przypomina herb. Rolę tarczy pełni tu moneta. Za monetą są chorągwie. Pod monetą są gałązki. Nad chorągwiami i pod gałązkami są wstęgi.
- As Monet (u Rdzennych Amerykanów) – Nad i pod monetą są tylko wstążki
- As Buław - Buława została przedstawiona jako pień wyrastający z ziemi lub po prostu jako drewniana maczuga (we wzorze sardyńskim maczugę trzyma dziecko).
- As Kielichów - Jest to bardzo ozdobny puchar z pokrywką.
- Blotki nieparzyste miecza - Miecze "z parą" są położone u góry i dołu (pionowo), a "bez pary" pośrodku (poziomo) (wyjątek stanowią trójka gdzie miecze są ułożone w postaci rzymskiej trójki).
- Blotki parzyste miecza - Jedna połowa położona jest u góry a druga u dołu (wyjątek stanowią czwórka gdzie każdy miecz jest zwrócony ostrzem do środka tworząc literę X oraz dwójka gdzie miecze są ułożone w postaci rzymskiej dwójki.)
- Blotki nieparzyste denarów - Monety na siódemce i piątce są ułożone w ten sam sposób jak w kartach typu francuskiego. W trójkach po lewej stronie pośrodku znajduje się jedna moneta, a po prawej u góry i dołu znajdują się dwie monety.
- Blotki parzyste denarów - Każda moneta jest ułożona w taki sam sposób jak na francuskich kartach.
- Blotki nieparzyste buław - Buławy "z parą" są położone u góry i dołu (pionowo), a "bez pary" pośrodku (poziomo) (wyjątek stanowi trójka gdzie buławy są ułożone w postaci rzymskiej trójki) (niekiedy trójka jest ułożona w kształt litery Ж).
- Blotki parzyste buław - Jedna połowa położona jest u góry a druga u dołu (wyjątek stanowią dwójka gdzie buławy są ułożone w postać rzymskiej dwójki).
- Blotki nieparzyste i parzyste pucharów - Na każdej karcie puchary są ułożone w podobny sposób jak we francuskich.
- Rysunki bywają skromne i proste, ale także rozbudowane, cieniowane i szczegółowe. Występuje pełna paleta kolorów. Rysunki (u Rdzennych Amerykanów) są wyjątkowo prymitywne. Postacie nie mają elementów twarzy. Symbole kolorów nie mają takich samych rozmiarów. Co ciekawe: król nie ma nóg, (próbowano przerysować płaszcz królewski). Dlatego można go odróżnić od waleta

#### Wzory w podtypie południowowłoski, hiszpański i Rdzennych Amerykanów

##### Południowe Włochy
- Wzór neapolitański
- Wzór z Piacenza
- Wzór rzymski
- Wzór sardyński
- Wzór sycylijski

##### Hiszpania i jej dawne kolonie
- Wzór z Kadyksu
- Wzór kataloński
- Wzór katalońsko-francuski
- Wzór kastylyjski
- Wzór Meksykański

##### Rdzenni Amerykanie
- Wzór Apaczów
- Wzór Mapuczów

### Podtyp portugalski

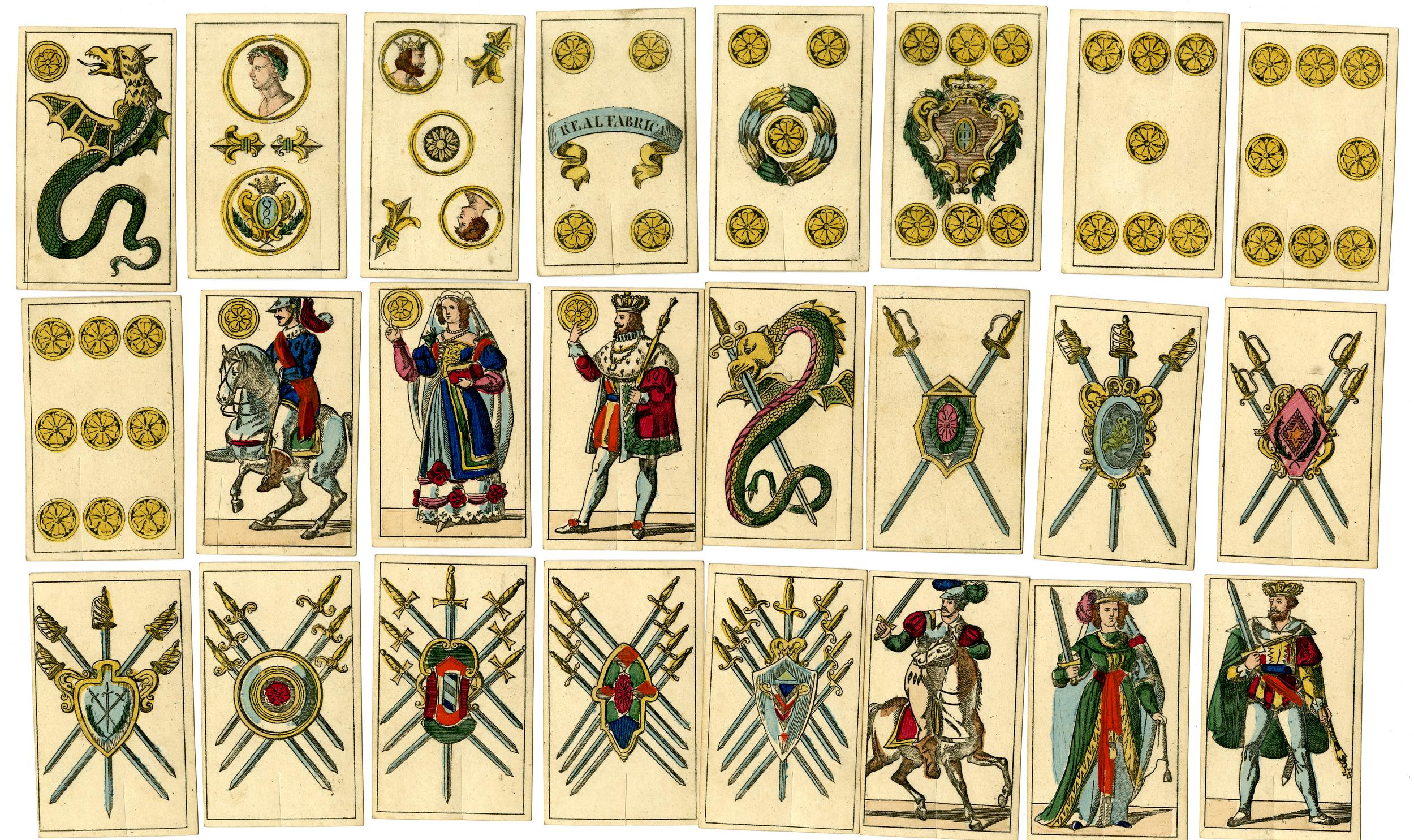
Wzór portugalski - pierwsza połowa

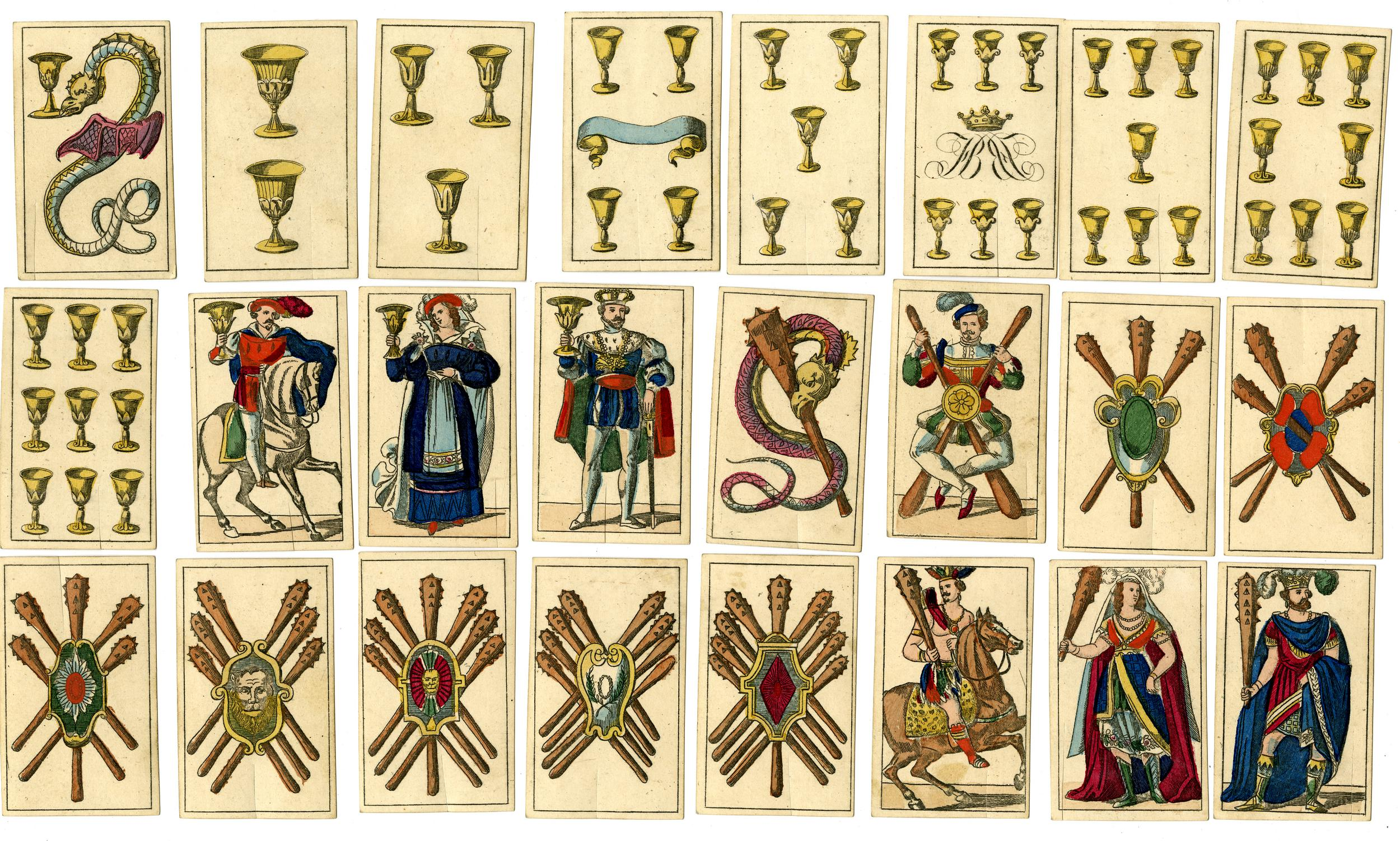
Wzór portugalski - druga połowa

- Jest czymś pomiędzy podtypem północnowłoskim a południowowłoskim.
- Portugalski miecz wygląda jak miecz.
- Portugalskie Monety wyglądają jak monety.
- Portugalska buława wygląda jak maczuga i jest drewniana.
- Hiszpański puchar jest wykony ze złota i ma nóżkę.
- As Miecza - Miecz jest trzymany przez chińskiego smoka w pysku za ostrze skierowane do dołu. Plącze się na nim.
- As Monet - Moneta jest trzymany przez chińskiego smoka w skrzydle. Patrzy się na nią.
- As Buław - Buława jest trzymana przez chińskiego smoka w pysku za środek. Smok się w nim plącze.
- As Kielichów - Kielich jest trzymany przez chińskiego smoka w pysku. Patrzy się na niego.
- Blotki parzyste i nieparzyste miecza - Są ułożone w podobny sposób jak na północnowłoskich kartach z tą różnicą, że miecze nie są skrzywione. Miecze są pod złotą tarczą.
- Blotki parzyste i nieparzyste denarów - W trójce monety są ułożone na skos, w pustych rogach są lilie. Monety na: dwójce, czwórce, piątce i szóstce są ułożone w ten sam sposób jak w kartach typu francuskiego. Monety na siódemce, ósemce i dziewiątce są ułożone w kwadracie 3 x 3
- Blotki parzyste i nieparzyste buław - Ułożone w identyczny sposób jak w podtypie północnowłoskim
- Blotki nieparzyste i parzyste pucharów - Na każdej do szóstki karcie puchary są ułożone w podobny sposób jak we francuskich. od siódemki umieszcza się je w kwadracie 3 x 3
- Rysunki raczej są skromne. Dominuje barwa biała, czarna, zielona, żółta i czerwona.
- Prócz asów które mają postać smoka, można zauważyć walety jako księżniczki.
- Typ ten jest martwy i został wyparty przez typ francuski i podtyp hiszpański.

#### Wzory podtypu portugalskiego
- Wzór maltański
- Tarot Minchiate
- Wzór portugalski
- Tarot sycylijski

### Podtyp japoński

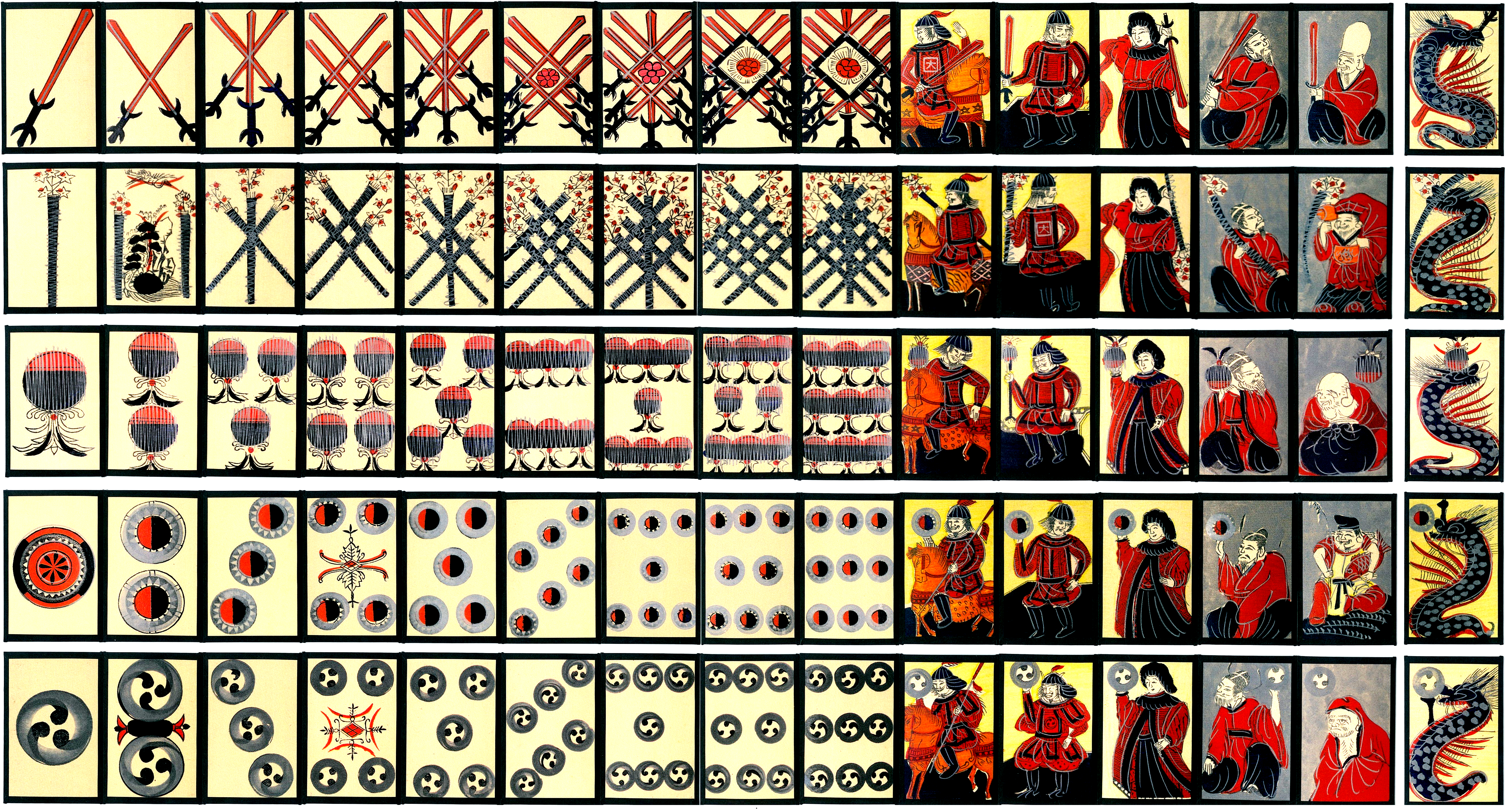
Ursun Karuta

- Silnie inspirowany podtypem portugalskim.
- Japoński miecz wygląda jak miecz i jest koloru czerwonego.
- Japońskie monety pełne są czarno-czerwone z szarą obwódką.
- Japońskie monety puste są szarą obwódką z trzema ogonami do środka.
- Japońska buława wygląda jak szara różdżka z kulkami u góry.
- Japoński puchar przypomina czarno czerwoną bombkę z trzema ogonkami ku górze.

Miecz
Kielich
Maczuga
Moneta Pełna
Moneta Pusta

- Rozdzielono kartę jedynki i asa, który ma postać smoka.
- As Miecza - Miecz jest trzymany przez chińskiego smoka w pysku za ostrze skierowane do dołu. Plącze się na nim.
- As Monet - Moneta jest trzymany przez chińskiego smoka w skrzydle. Patrzy się na nią.
- As Buław - Buława jest trzymana przez chińskiego smoka w pysku za środek. Smok się na nim plącze.
- As Kielichów - Kielich jest trzymany przez chińskiego smoka w pysku. Patrzy się na niego.
- Blotki parzyste i nieparzyste miecza - Są ułożone w podobny sposób jak na północnowłoskich kartach z tą różnicą, że miecze nie są skrzywione. Miecze w większych blotkach są pod złotą tarczą z czerwonym kwiatem.
- Blotki parzyste i nieparzyste denarów - Monety na: jedynce, dwójce, trójce, czwórce, piątce i szóstce są ułożone w ten sam sposób jak w kartach typu francuskiego. Monety na: siódemce, ósemce i dziewiątce są ułożone w kwadracie 3 x 3
- Blotki nieparzyste buław - Są ułożone w kształt rosyjskiej litery Ж. Maczugi "z parą" tworzą literę X, a maczuga "bez pary" leży pośrodku.
- Blotki parzyste buław - Są ułożone w kształt litery X, wyjątek stanowią buławy na dwójce, które nie są skrzyżowane
- Blotki nieparzyste i parzyste pucharów - Na każdej do szóstki karcie puchary są ułożone w podobny sposób jak we francuskich. od siódemki umieszcza się je w kwadracie 3 x 3
- Rysunki raczej są szczegółowe. Niekiedy przedstawiają japońskie litery nieczytelne dla Europejczyków. Dominuje barwa złota, czarna, pomarańczowa, żółta i czerwona.
- Prócz tradycyjnych figur umieszczonych na złotym tle:król, jeździec, księżniczka, pojawiają się nowe: Sun i Un, nie mające żadnych odpowiedników w Europie
- Typ ten jest martwy i został wyparty przez typ francuski.

## Inne artykuły
- Karty
- Karty niemieckie
- Karty polskie
- Karty szwajcarskie